# Yu Katagiri
Yu Katagiri es un deportista japonés que compite en ciclismo en la modalidad de BMX estilo libre. Consiguió dos medallas en los X Games, en los años 2023 y 2025, ambas en la prueba de flatland.

## Medallero internacional
| \| X Games de Verano \| X Games de Verano \| X Games de Verano \| X Games de Verano \| \| Año \| Lugar \| Medalla \| Prueba \| \| ----------------- \| ----------------- \| ----------------- \| ----------------- \| \| 2023 \| Chiba (Japón) \| Medalla de oro \| Flatland \| \| 2025 \| Osaka (Japón) \| Medalla de bronce \| Flatland \| |               |                   |          |
| X Games de Verano |               |                   |          |
| Año | Lugar         | Medalla           | Prueba   |
| 2023 | Chiba (Japón) | Medalla de oro    | Flatland |
| 2025 | Osaka (Japón) | Medalla de bronce | Flatland |